# 竜美丘ポプラ通り

ポプラの樹が並ぶ竜美丘ポプラ通り

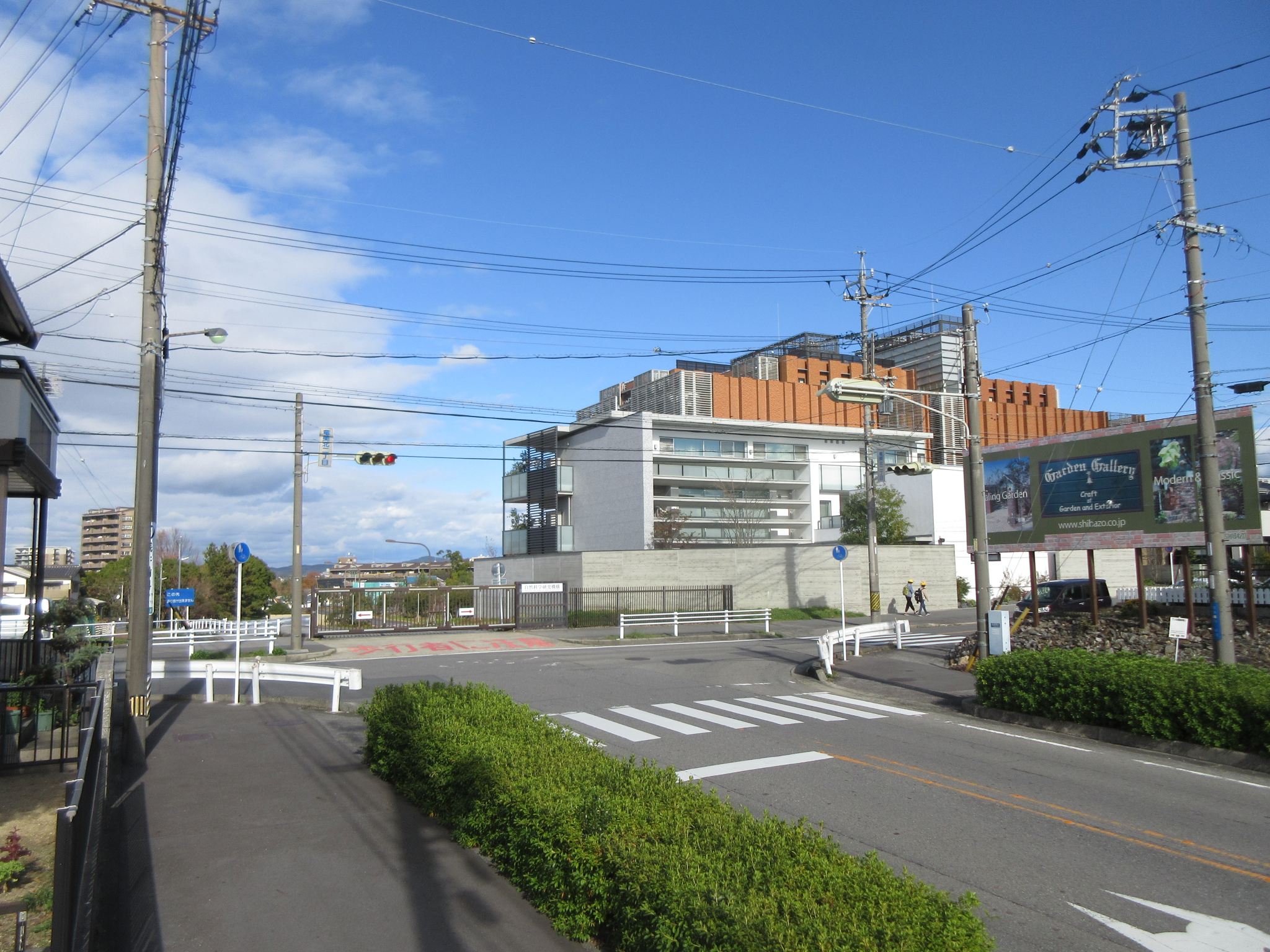
竜美北二丁目交差点。竜美丘ポプラ通りの北端。

竜美丘ポプラ通り（たつみがおかポプラどおり）とは、愛知県岡崎市竜美丘の街を南北に通る岡崎市の市道である。

## 概要
竜美丘はかつて明大寺町の山だった。それを切り開いてできた道路のひとつが竜美丘ポプラ通りで、沿道にポプラの樹が植えられている並木道である。道幅が広く交通量も多いメインストリートである。
当路線は都市計画道路岡崎環状線構想の一部として位置づけられている。現在は竜美北二丁目交差点の丁字路で自然科学研究機構関係者以外進入禁止だが、今後名鉄名古屋本線と乙川を跨ぎ、国道1号に交わった後小呂通りにつながる予定である。なお都市計画道路岡崎環状線は愛知県道26号岡崎環状線とはルートが全く異なる別物である。
愛知県道48号岡崎刈谷線と交わる小豆坂小学校口交差点では信号サイクルが変則で、当路線から県道に出る際の信号待ちの時間が長く、かつ青信号の時間が短い。そのため、光ヶ丘女子校前交差点方面へは同交差点を経由せず、北に位置する岡崎問屋団地を抜け道として通る自動車・原付が多い。

## 区間
- 小豆坂小学校口交差点（岡崎市明大寺町大圦）から竜美北二丁目交差点（岡崎市明大寺町東山）まで
  - 延長:約1.2キロメートル

## 接続する路線
- 愛知県道48号岡崎刈谷線（竜南メーンロード）（刈谷市、岡崎市：小豆坂小学校口交差点）
- 会議所通り（岡崎市：竜美ヶ丘小学校北西交差点）

## 通り沿いの施設

岡崎市立竜美丘小学校

- 岡崎市立竜美丘小学校
- 竜美ヶ丘公園
- 自然科学研究機構山手地区
  - 分子科学研究所
  - 基礎生物学研究所
  - 生理学研究所
  - 岡崎共通研究施設